# Hans von Bertele
Hans Bertele von Grenadenberg (* 2. Juli 1903; † 3. Juli 1984 in England) war ein österreichischer Elektrotechniker, Uhrensammler und Uhrenhistoriker.

## Leben
Von Bertele begann früh mit dem Sammeln von Briefmarken, die er später gegen Lüster und Leuchter eintauschte. Ab den 1930er Jahren entdeckte er sein Interesse für alte Uhren und baute eine umfassende Sammlung von Uhren und Uhrenliteratur auf. Nach dem Krieg lebte er in England, später in Wien. 1958 wurde er als Professor für Industrielle Elektronik an die TH Wien berufen.
Er verstarb 1984 während eines Aufenthaltes in England.

## Auszeichnungen
- 1972: Großes Silbernes Ehrenzeichen für Verdienste um die Republik Österreich[2]

## Publikationen
- Niederdruck-Stromrichterventile. Versuch einer Darstellung von Wirkungsweise und Betrierbseigenschaften. Springer Verlag, 1952.
- Taschen- und Schmuckuhren. Klinkhardt & Biermann, Braunschweig 1964.
- Industrielle Elektronik und Automation. R. C. Schmidt, 1965.
- Die Kaisermonument-Uhr. Monographie einer historisch bedeutungsvollen Figurenuhr aus der Spätzeit Kaiser Karl V. (1500-1558). Sammlung Joseph Fremersdorf, Luzern 1965
- Uhren. Ein Handbuch für Sammler und Liebhaber. (Ernst von Bassermann-Jordan). Klinkhardt & Biermann, Braunschweig 1969.
- Die Kunstdenkmäler des Benedikterstiftes Kremsmünstger. Wien 1977.
- Marine- und Taschenchronometer. Callwey Georg D.W. GmbH, München 1981, ISBN 3-7667-0512-1.
- zahlreiche Veröffentlichungen in Blätter für Technikgeschichte und den Schriften der Freunde alter Uhren.